# Borów (przystanek kolejowy)
Borów – przystanek osobowy i ładownia publiczna, a dawniej stacja kolejowa w Dzierzkowie, w gminie Dobromierz, w powiecie świdnickim, w województwie dolnośląskim, w Polsce. Został otwarty w październiku 1896 roku przez KPEV.